# بخش سالم (شهرستان کلمبیانا، اوهایو)
بخش سالم (به انگلیسی: Salem Township) یک منطقهٔ مسکونی در ایالات متحده آمریکا است که در شهرستان کلمبیانا، اوهایو واقع شده‌است.
 بخش سالم ۸۰٫۹ کیلومتر مربع مساحت و ۵٬۴۸۴ نفر جمعیت دارد و ۳۰۵ متر بالاتر از سطح دریا واقع شده‌است.